# Oliver Ekroth
Peter Oliver Ekroth (18 gennaio 1992) è un calciatore svedese, difensore del Víkingur.

## Carriera
Il 18 dicembre 2015, i norvegesi del Brattvåg hanno reso noto l'ingaggio di Ekroth dal Västerås SK. Senza disputare alcuna partita in squadra, il 31 marzo 2016 ha fatto ritorno al Västerås SK.
Ha debuttato nell'Allsvenskan il 12 aprile 2021, disputando con la maglia del Degerfors l'incontro perso per 2-0 contro l'AIK.

## Statistiche

### Presenze e reti nei club
Statistiche aggiornate al 12 agosto 2022.
| Stagione           | Squadra            | Campionato         | Campionato | Campionato | Coppe nazionali | Coppe nazionali | Coppe nazionali | Coppe continentali | Coppe continentali | Coppe continentali | Altre coppe | Altre coppe | Altre coppe | Totale | Totale |
| Stagione           | Squadra            | Comp               | Pres       | Reti       | Comp            | Pres            | Reti            | Comp               | Pres               | Reti               | Comp        | Pres        | Reti        | Pres   | Reti   |
| ------------------ | ------------------ | ------------------ | ---------- | ---------- | --------------- | --------------- | --------------- | ------------------ | ------------------ | ------------------ | ----------- | ----------- | ----------- | ------ | ------ |
| 2015               | Västerås SK        | D1                 | 24         | 1          | CS+CS           | 2+2             | 0+1             |                    | -                  | -                  |             | -           | -           | 28     | 2      |
| gen.-mar. 2016     | Brattvåg           | 2D                 | 0          | 0          | CN              | 0               | 0               |                    | -                  | -                  |             | -           | -           | 0      | 0      |
| mar.-dic. 2016     | Västerås SK        | D1                 | 23         | 1          | CS              | 2               | 0               |                    | -                  | -                  |             | -           | -           | 25     | 1      |
| Totale Västerås SK | Totale Västerås SK | Totale Västerås SK | 47         | 2          |                 | 6               | 1               |                    | -                  | -                  |             | -           | -           | 53     | 3      |
| 2017               | Kristianstad FC    | D1                 | 22         | 1          | CS+CS           | 3+2             | 0               |                    | -                  | -                  |             | -           | -           | 27     | 1      |
| 2018               | Degerfors          | S1                 | 29         | 2          | CS+CS           | 3+1             | 1+0             |                    | -                  | -                  |             | -           | -           | 33     | 3      |
| 2019               | Degerfors          | S1                 | 23         | 5          | CS+CS           | 3+1             | 0               |                    | -                  | -                  |             | -           | -           | 27     | 5      |
| 2020               | Degerfors          | S1                 | 28         | 1          | CS              | 1               | 0               |                    | -                  | -                  |             | -           | -           | 29     | 1      |
| 2021               | Degerfors          | A                  | 26         | 1          | CS+CS           | 3+1             | 0               |                    | -                  | -                  |             | -           | -           | 30     | 1      |
| Totale Degerfors   | Totale Degerfors   | Totale Degerfors   | 106        | 9          |                 | 13              | 1               |                    | -                  | -                  |             | -           | -           | 119    | 10     |
| 2022               | Víkingur           | UD                 | 14         | 1          | CI+CdL          | 1+0             | 0               | UCL+UECL           | 4+4                | 0                  | SI          | 1           | 0           | 23     | 1      |
| Totale carriera    | Totale carriera    | Totale carriera    | 189        | 13         |                 | 25              | 2               |                    | 8                  | 0                  |             | 1           | 0           | 223    | 15     |

## Palmarès

### Club

#### Competizioni nazionali
- Campionato islandese: 1

Víkingur: 2023
- Coppa d'Islanda: 1

Víkingur: 2023
- Supercoppa d'Islanda: 2

Víkingur: 2022, 2024